# Eberhard zu Erbach-Erbach (1886–1917)
Franz Eberhard Georg Albert Karl Arthur Adalbert Ludwig Graf zu Erbach-Erbach und von Wartenberg-Roth (* 10. November 1886 in Erbach (Odenwald); † 11. Februar 1917 bei Apácz (heute ungarisch Apáca, rumänisch Apața, deutsch Geist) in Siebenbürgen) war als Angehöriger des altadeligen Hauses Erbach Vertreter der Standesherrschaft Erbach-Erbach in der Ersten Kammer der Landstände des Großherzogtums Hessen.

## Familie
Eberhard zu Erbach-Erbach war der zweite Sohn des Grafen Arthur zu Erbach-Erbach (1849–1908) und der Marie Friederike, geborene Prinzessin zu Bentheim-Tecklenburg (1857–1939). Er hatte einen älteren Bruder Konrad (1881–1940) und einen jüngeren Alexander (1891–1952), war unverheiratet und blieb ohne Nachkommen.

## Leben
Nach Privatunterricht und dem Besuch der Realschule in Michelstadt sowie Gymnasien in Frankfurt am Main und von 1902 bis 1905 in Darmstadt studierte Eberhard Rechtswissenschaften an den Universitäten Genf, München und Berlin und absolvierte 1909 ein Referendariat am Oberlandesgericht Hamm in Westfalen.
Im Jahr 1910 trat er in das 1. Badische Leibdragoner-Regiment Nr. 20 in Karlsruhe ein, das zur Preußischen Armee gehörte, und legte 1911 das Offiziersexamen ab. Er ging 1913 an die Kavallerie-Telegraphenschule nach Berlin und diente dann ab 1914 in der Nachrichtenabteilung der 6. Kavalleriedivision, ab Oktober 1916 an der rumänischen Front. Hier kam er in Siebenbürgen in der Nähe von Kronstadt bei einem Eisenbahnunfall ums Leben. Er wurde zurück in den Odenwald gebracht und in Michelstadt in der Familiengruft beigesetzt. Die Familie ließ ihm zum Andenken von Bildhauer Wilhelm Wandschneider ein Epitaph aus rotem Sandstein anfertigen, das sich in der Stadtkirche Michelstadt Kirche befindet.
Nur einige Monate vor seinem Tod hatte er durch Vollmacht des Vormunds Fürst Alexander zu Erbach-Schönberg in Vertretung seines entmündigten Vetters Graf Erasmus zu Erbach-Erbach (1883–1920) das Mandat der Standesherrschaft Erbach-Erbach in der Ersten Kammer der Landstände des Großherzogtums Hessen übernommen. Seine Vereidigung als Abgeordneter fand am 30. März 1916 statt; sein Bruder Alexander wurde sein Nachfolger.